# Newtown (Ohio)
Newtown és una població dels Estats Units a l'estat d'Ohio. Segons el cens del 2000 tenia 2.420 habitants.

## Demografia
Segons el cens del 2000, Newtown tenia 2.420 habitants, 924 habitatges, i 669 famílies. La densitat de població era de 402,7 habitants/km².
Dels 924 habitatges en un 35,7% hi vivien nens de menys de 18 anys, en un 58,9% hi vivien parelles casades, en un 10,1% dones solteres, i en un 27,5% no eren unitats familiars. En el 23,1% dels habitatges hi vivien persones soles el 7,6% de les quals corresponia a persones de 65 anys o més que vivien soles. El nombre mitjà de persones vivint en cada habitatge era de 2,62 i el nombre mitjà de persones que vivien en cada família era de 3,11.
Per edats la població es repartia de la següent manera: un 27,1% tenia menys de 18 anys, un 6,8% entre 18 i 24, un 32,1% entre 25 i 44, un 24,7% de 45 a 60 i un 9,3% 65 anys o més.
L'edat mediana era de 36 anys. Per cada 100 dones de 18 o més anys hi havia 93,7 homes.
La renda mediana per habitatge era de 50.980 $ i la renda mediana per família de 56.902 $. Els homes tenien una renda mediana de 41.976 $ mentre que les dones 28.810 $. La renda per capita de la població era de 32.590 $. Aproximadament el 4,9% de les famílies i el 7,1% de la població estaven per davall del llindar de pobresa.

## Poblacions més properes
El següent diagrama mostra les poblacions més properes.